# نووتوکرانوو
نووتوکرانوو (انگلیسی: Novotokranovo) یک شهرک در شهرستان کالتاسینسکی استان باشقیرستان کشور روسیه است.